# Galegeeska revoili
Il macroscelide somalo o sengi somalo (Galegeeska revoili (Huet, 1881)) è una specie di toporagno elefante della famiglia dei Macroscelididae che (come suggerisce il nome) è endemica della Somalia.
Colonizza le aree cespugliose secche tropicali e subtropicali e le aree desertiche.
Per molti anni lo si è ritenuto estinto, tuttavia dopo 50 anni dalla sua ultima osservazione sono stati rinvenuti 12 esemplari nel Gibuti.